# Резолюция 85 на Съвета за сигурност на ООН
Резолюция 85 на Съвета за сигурност на ООН е приета с мнозинство на 31 юли 1950 г. по повод военната агресия на Северна Корея над Република Корея, започнала на 25 юни 1950 г.
Като взема под внимание, че изпитанията и лишенията, на които е подложен корейският народ, са резултат на продължаващата незаконна агресия на Северна Корея, и като приветства предложенията за помощ, постъпили от правителства, специализирани учреждения и неправителствени организации, с Резолюция 85 Съветът за сигурност предлага на обединеното командване на силите на ООН в Корея да поеме върху себе си ангажимента да определя конкретните нужди от помощи и подкрепа за населението на Корея и да приложи процедури за предоставяне на тези помощи и подкрепа на място. На генералния секретар Съветът за сигурност предлага да препрати на обединеното командване всички получени предложения за оказване на помощ на корейския народ. В допълнение от общото командване се изисква да подава редовно до Съвета за сигурност доклади за предприетите действия по оказване на подкрепа на корейския народ. В последната част на резолюцията Съветът за сигурност призовава генералния секретар, Икономическия и Социалния съвет, всички основни и второстепенни органи на ООН, специализираните учреждения на организацията, както и съответните неправителствени организации да оказват такава подкрепа на населението на Корея, каквато може да им бъде поискана от обединеното командване на силите на ООН на полуострова.
Резолюция 85 е приета с мнозинство от 9 гласа „за“, като представителят на Югославия се въздържа, а постоянният представител на Съветския съюз не присъства на заседанието в знак на протест срещу факта, че Република Китай заема постоянно място в Съвета за сигурност вместо Народна република Китай.